# پرال سابمارین

پرال سابمارین (به انگلیسی: Peral Submarine) یک زیردریایی است که طول آن ۲۲ متر (۷۲ فوت ۲ اینچ) می‌باشد. این زیردریایی در سال ۱۸۸۸ ساخته شد.